# Антроповский сельский округ
Антроповский сельский округ — упразднённая административно-территориальная единица, существовавшая на территории Чеховского района Московской области в 1994—2004 годах.
Антроповский сельсовет был образован в первые годы советской власти. По данным 1919 года он входил в состав Молодинской волости Подольского уезда Московской губернии.
В 1926 году Антроповский с/с включал село Антропово, посёлок Троицкое и ферму.
В 1929 году Антроповский с/с был отнесён к Лопасненскому району Серпуховского округа Московской области. При этом к нему был присоединён Поспелихинский с/с.
14 июня 1954 года к Антроповскому с/с был присоединён Зыкеевский с/с.
15 июля 1954 года Лопасненский район был переименован в Чеховский район.
3 июня 1959 года Чеховский район был упразднён и Антроповский с/с отошёл к Подольскому району.
1 февраля 1963 года Подольский район был упразднён и Антроповский с/с вошёл в Ленинский сельский район. 11 января 1965 года Антроповский с/с был возвращён в восстановленный Чеховский район.
23 июня 1988 года в Антроповском с/с была упразднена деревня Тупичино.
3 февраля 1994 года Антроповский с/с был преобразован в Антроповский сельский округ.
27 мая 1998 года в Антроповском с/о посёлок Антроповского психоневрологического интерната был переименован в посёлок Песоченка.
17 февраля 1999 года в Антроповском с/о был образован рабочий посёлок Талалихино, выведенный при этом из состава Антроповского с/о.
3 июня 2004 года к Антроповскому с/о был присоединён р.п. Талалихино, получивший при этом статус села.
2 июля 2004 года Антроповский с/о был упразднён, а его территория передана в Любучанский сельский округ.